# 歳月・推理
『歳月・推理』（さいげつ・すいり、岁月·推理）は、中国の歳月文学雑誌社が刊行している月刊の推理小説専門誌。

## 概要
雑誌『歳月』で知られる歳月文学雑誌社が刊行している。表紙のキャッチコピーは「叡知的・本格的・経典的・趣味的・理性的・専業的推理雑誌」。値段は8元。
毎月5編前後の、中国のオリジナル推理短編を掲載している。また、海外の推理短編も毎月1編程度翻訳掲載される。
2008年9月号から全面リニューアルされ、9月号・10月号の2号連続で島田荘司特集が組まれた。特集では『歳月・推理』編集部による島田荘司へのインタビューや、島田荘司の作品紹介などが掲載された。
2012年10月号からは「金版」と「銀版」の月二冊刊行となった。2011年からは姉妹誌である『推理世界』（青少年文学雑誌社）と合同で短編のコンテスト「華文推理大奨賽」（华文推理大奖赛）を二年に一回開催し、入選作（予選通過作）を随時誌上に掲載している。

## 推理単行本シリーズ
中国語では「推理書系」（推理书系）と表記される。『歳月・推理』に寄稿している作家のオリジナル長編や短編集が、協力する出版社から刊行されている。第3シリーズでは、中国オリジナル作品以外に「経典系列」としてエラリー・クイーンの作品が刊行されている。

### 第1シリーズ
推理书系第一辑
出版：内蒙古人民出版社、2006-07年
- 午晔（午曄） 『罪恶天使』（罪悪天使）
- 周浩晖（周浩暉） 『鬼望坡』
- 水天一色 『乱神馆记系列之蝶梦』（乱神館記系列之蝶夢） - 2009年11月に邦訳『蝶の夢』（講談社 アジア本格リーグ）が刊行された
- 罗修（羅修） 『麒麟之死』

### 第2シリーズ
推理书系第二辑
出版：内蒙古人民出版社、2008年
- 杜撰 『纯属杜撰』
- 千山 『迷失的雪夜』
- 罗修 『狐仙传』（狐仙伝）
- 水天一色 『校园惨剧』（校園惨劇）
- 水天一色 『盲人与狗』
- 马天（馬天） 『女王勋章』（女王勲章）
- 罗修 『女娲石传奇 上部 九藜山庄不可思议的杀人』上下巻（女媧石伝奇 上部 九藜山荘不可思議的殺人）
- 罗修 『女娲石传奇 下部 女娲石密码』上下巻（女媧石伝奇 下部 女媧石密碼）
- 老炊 『谋杀叙事诗 The Epopee of Murder』（謀殺叙事詩）
- 姜宇 『致命之旅 The Travel to Death』

### 第3シリーズ（オリジナル）
推理书系第三辑原创系列
出版：北京出版社、2009年
- 杜撰 『第五元素  - The Fifth Element』
- 杜撰 『纯属杜撰Ⅱ - It is a Fiction Ⅱ』
- 御手洗熊猫 『御手洗浊的流浪  - 御手洗浊探案集 Mitarai Daku is Wandering』（御手洗濁的流浪）
- 远宁（遠寧） 『大唐狄公案 - A Judge Dee Mystery』
- 马天 『时光隧道 - The Time Tunnel』（時光隧道）
- 言桄 『七宗罪 - Seven Sins』
- 言桄 『千年杀 - Murders in Millennia』（千年殺）
- 午晔 『翡翠岛 - Island of Murder』（翡翠島）

### 第3シリーズ（古典）
推理书系第三辑经典系列
出版：内蒙古人民出版社
- エラリー・クイーンの作品が刊行されている。

### 第4シリーズ
推理书系第四辑（カバー折り返しや『歳月・推理』掲載の広告では「推理书系第五弾」と称されている）
出版：北京出版社、2009-12年
このシリーズでは中国大陸の作家に加え、特約編集員を務める林斯諺を初めとする台湾の作家による作品の簡体字版が刊行された。
- 杜撰『时之悲』
- 徐俊敏『无尽的休止符』（無尽的休止符）
- 既晴『魔法妄想症』
- 既晴『献给爱情的犯罪』
- 藍霄『天人菊杀人事件』（天人菊殺人事件）
- 林斯諺『尼罗河魅影之谜』（尼羅河魅影之謎）
- 林斯諺『雨夜庄谋杀案』（雨夜荘謀殺案）
- 林斯諺『芭提雅血咒』
- 冷言『上帝禁区』
- 冷言『铠甲馆事件』（鎧甲館事件）